# Soleil Anadi
Der Soleil Anadi ist ein Sportwagen des italienischen Automobilherstellers Soleil. Das in Handarbeit gefertigte Serienmodell ist seit 2013 erhältlich. Seit April 2014 ist das Fahrzeug auch in Nordamerika auf dem Markt.
Der Sportwagen ist mit dem 6,2-Liter-V8-Ottomotor aus der Corvette C7 ausgestattet, der 479 kW (651 PS) leistet und ein maximales Drehmoment von 774 Nm aufweist. Er verfügt über Hinterradantrieb und beschleunigt in 3,2 Sekunden auf 100 km/h. Die Höchstgeschwindigkeit liegt bei 325 km/h.

## Technische Daten
|                                             | Soleil Anadi             |
| Bauzeitraum                                 | seit 2013                |
| Motorkenndaten                              |                          |
| Motortyp                                    | V8-Ottomotor             |
| Hubraum                                     | 6162 cm³                 |
| max. Leistung bei min−1                     | 479 kW (651 PS) / 6300   |
| max. Drehmoment bei min−1                   | 774 Nm / 5400            |
| Kraftübertragung                            |                          |
| Antrieb, serienmäßig                        | Hinterradantrieb         |
| Getriebe, serienmäßig                       | 6-Gang-Schaltgetriebe    |
| Getriebe, optional                          | 6-Gang-Automatikgetriebe |
| Messwerte                                   |                          |
| Höchstgeschwindigkeit                       | 325 km/h                 |
| Beschleunigung, 0–100 km/h                  | 3,2 s                    |
| Leergewicht                                 | 1524 kg                  |
| Tankinhalt                                  | 68 l                     |
| Kraftstoffverbrauch auf 100 km (kombiniert) |                          |
| CO2-Emissionen (kombiniert)                 |                          |